# 云南亚麻荠
云南亚麻荠（学名：Camelina yunnanensis）为十字花科亚麻荠属下的一个种。其种加词 yunnanensis 意为“云南的”。
现接受名为风花菜（Rorippa globosa (Turcz.) Hayek）。